# Władysław Wojakowski (oficer kawalerii)
Władysław Wojakowski (ur. 18 marca 1898 w Kazaniu, zm. ?) – major kawalerii Wojska Polskiego, kawaler Orderu Virtuti Militari.

## Życiorys
Urodził się 18 marca 1898 w Kazaniu, w rodzinie Józefa i Stefanii z Radwanów.
8 stycznia 1924 został zatwierdzony w stopniu porucznika ze starszeństwem z 1 czerwca 1919 i 450. lokatą w korpusie oficerów rezerwy jazdy. Jako oficer rezerwy został zatrzymany w służbie czynnej i pełnił ją w 2 pułku strzelców konnych w Hrubieszowie. W 1924 został przydzielony do 4 Dywizji Kawalerii we Lwowie na stanowisko II oficera sztabu. Później został przydzielony do szwadronu pionierów 4 Dywizji Kawalerii na stanowisko młodszego oficera, a w październiku 1926 przeniesiony z 2 psk do 14 pułku ułanów z pozostawieniem na zajmowanym stanowisku. 19 marca 1928 prezydent RP nadał mu stopień rotmistrza z dniem 1 stycznia 1928 i 65. lokatą w korpusie oficerów kawalerii. W listopadzie 1928 został przeniesiony macierzyście do kadry oficerów kawalerii z równoczesnym przeniesieniem służbowym do Wyższej Szkoły Wojennej w Warszawie na stanowisko dowódcy szwadronu luzaków. Z dniem 15 września 1932 został przeniesiony do 11 pułku ułanów w Ciechanowie. Na stopień majora został mianowany ze starszeństwem z 1 stycznia 1936 i 19. lokatą w korpusie oficerów kawalerii. W marcu 1939 pełnił służbę w Departamencie Dowodzenia Ogólnego Ministerstwa Spraw Wojskowych w Warszawie na stanowisku referenta.

## Ordery i odznaczenia
- Krzyż Srebrny Orderu Wojskowego Virtuti Militari nr 5649 – 27 września 1922[16][17]
- Krzyż Walecznych dwukrotnie[18][14][19]
- Medal Niepodległości – 20 lipca 1932 „za pracę w dziele odzyskania niepodległości”[20][21]
- Srebrny Krzyż Zasługi – 11 listopada 1928[22][23]
- francuski Medal Pamiątkowy Wielkiej Wojny[5][23]
- Medal Zwycięstwa[5][23]